# جنس فیلمز
جِنِس فیلمز (انگلیسی: Janus Films) یک شرکت توزیع فیلم آمریکایی است. توزیع کننده ای با معرفی فیلم‌های بی شماری به مخاطبان آمریکایی، که اکنون شاهکارهای سینمای جهانی در نظر گرفته شده‌اند. از جمله فیلم‌های میکل‌آنجلو آنتونیونی، سرگئی آیزنشتاین، اینگمار برگمان، فدریکو فلینی، آکیرا کوروساوا، ساتیاجیت رای، فرانسوا تروفو و یاسوجیرو اوزو و بسیاری از کارگردانان مورد توجه دیگر. فیلم مهر هفتم به کارگردانی اینگمار برگمان (۱۹۵۷) مسبب رشد اولیه این شرکت بود. نام و آرم این شرکت از جِنِس، خدای دو طرفه رومی انتقال، گذرگاه‌ها، آغازها و پایان‌ها آمده‌است.